# Gorilla Glass

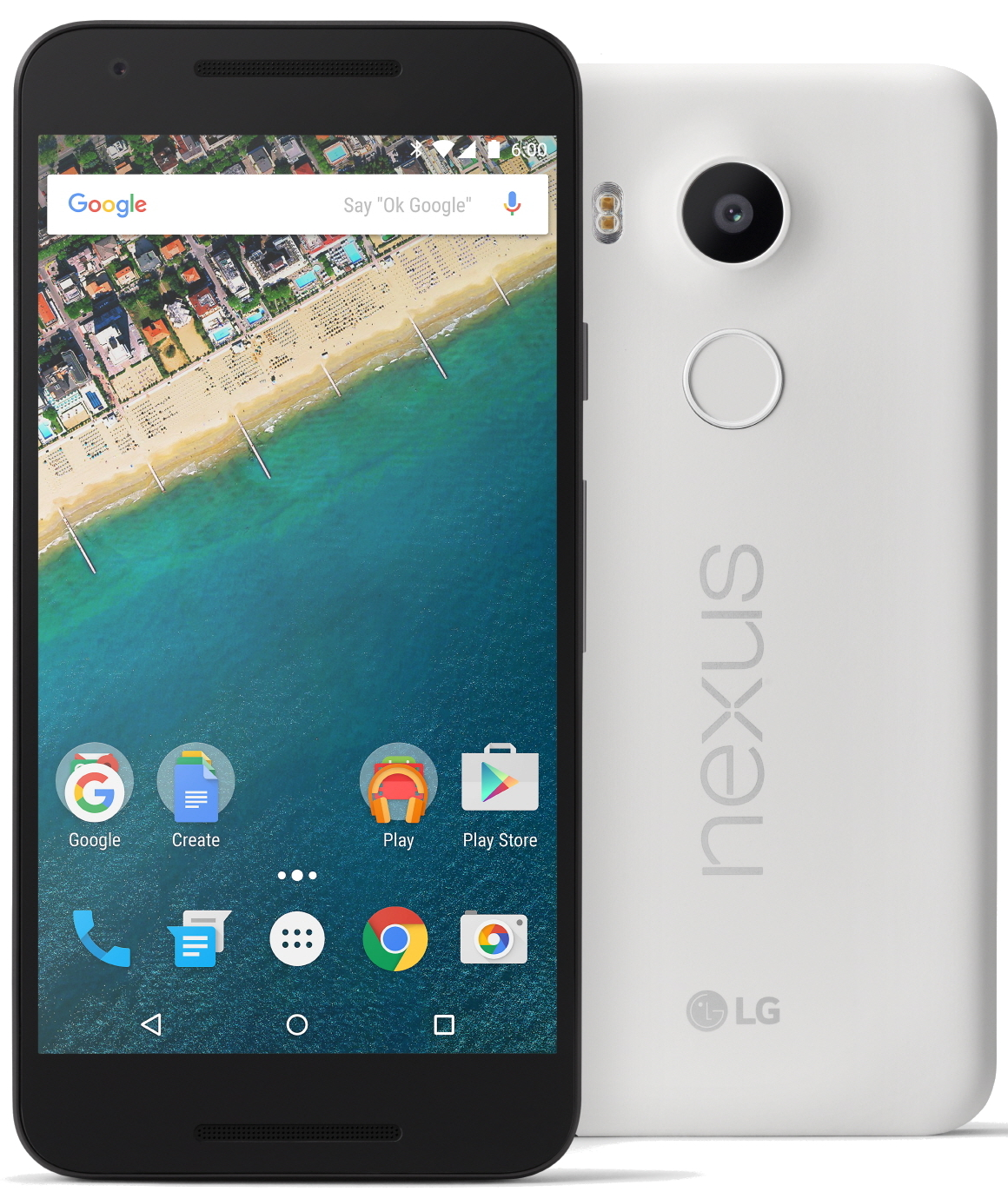
Teléfono móvil Nexus 5X. Pantalla protegida con Gorilla Glass 3

Gorilla Glass es una marca de vidrio reforzado químicamente desarrollado y fabricado por Corning Inc. e introducido al mercado en 2008. Es una delgada lámina transparente de alta resistencia fabricada a partir de una combinación álcali-aluminosilicato y que se usa como una cubierta de gran resistencia contra fracturas y arañazos en dispositivos manuales con pantalla táctil. Este material fue creado a partir del conocimiento obtenido del diseño y fabricación de un producto anterior denominado Chemcor desarrollado en 1962, pero con distintos componentes y formulación.
Basado en investigaciones y desarrollos en la década de 1960 y lanzado en 2007, hacia 2010 Gorilla Glass había sido usado en aproximadamente el 20% de los dispositivos móviles a nivel mundial, alrededor de 200 millones de unidades.

## Versiones
A mediados de 2012 apareció una versión nueva y mejorada llamada Gorilla Glass 2, permitiendo reducir hasta un 20% el espesor del vidrio manteniendo la misma resistencia.
Posteriormente, en el CES 2013, Corning presentó Gorilla Glass 3 incluyendo la tecnología NDR (Native Damage Resistance) con la que aseguran una resistencia hasta 3 veces superior ante rayaduras que Gorilla Glass 2.
En el CES 2015 se presentó el Gorilla Glass 4, anunciándose que duplica la resistencia a la rotura de los vidrios precedentes.
En julio de 2016 se presentó una nueva generación del producto, denominado Gorilla Glass 5, que se anuncia que tiene la capacidad de soportar sin romperse una caída desde 1,6 m de altura en el 80% de las ocasiones.
También en 2016 se lanzó al mercado un nuevo tipo de vidrio específico para dispositivos de pulsera, denominado Gorilla Glass SR+. En la página oficial de Corning, se anuncia que presenta una resistencia a sufrir daños un 70% superior a la de los materiales de lujo utilizados en relojería.
En julio de 2020 se presentó la última versión de su cristal el denominado Gorilla Glass Victus, mejorando el rendimiento ante caídas y arañazos. En concreto, resiste caídas de hasta dos metros sobre superficies duras.
En enero de 2025 presentó Gorilla Glass Armor 2, su nuevo cristal protector más resiste a caídas y con cobertura antirreflectante.